# Shahrestān di Kashan
Lo shahrestān di Kashan (farsi شهرستان کاشان) è uno dei 24 shahrestān della provincia di Esfahan, in Iran. Il capoluogo è Kashan. Lo shahrestān è suddiviso in 4 circoscrizioni (bakhsh):
- Centrale (بخش مرکزی)
- Qamsar (بخش قمصر)
- Neyasar (بخش نیاسر)
- Barzak (بخش برزک)